# Scania-Vabis

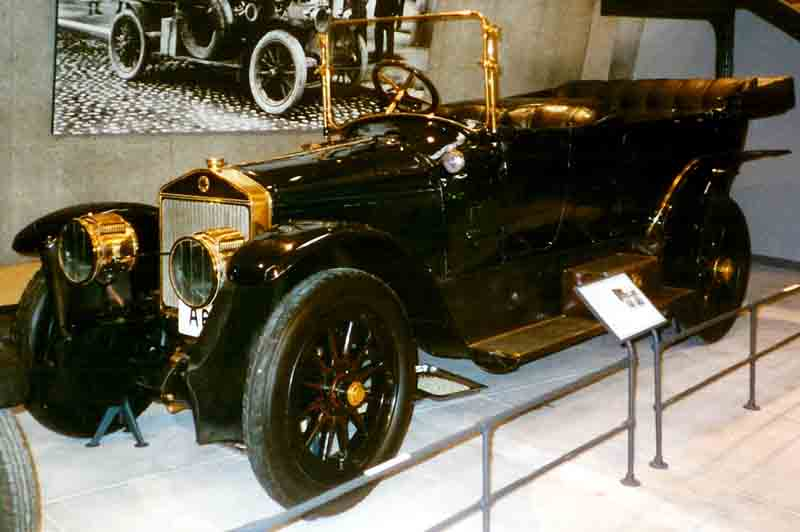
Scania-Vabis 3S Phaeton (1912)

Scania-Vabis — шведский производитель автотранспорта и бронетехники, образовавшаяся 18 марта 1911 года в результате слияния компаний Scania из Мальмё и Vabis из Сёдертелье.

## История

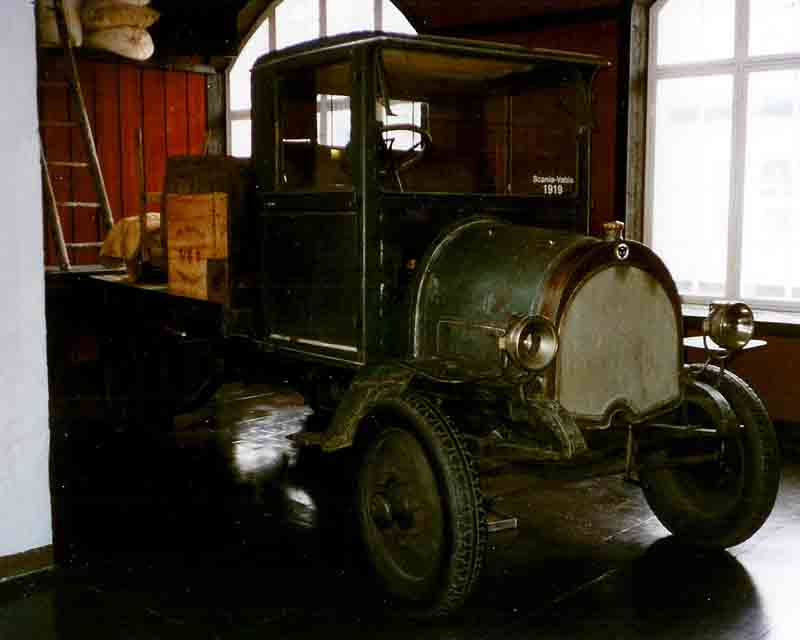
Грузовик серии CLc

Слияние компаний Scania и Vabis произошло в целях повышения конкурентоспособности в Европе. Был произведён первый автобус, после чего компанией производились лёгкие автомобили (на заводе Вагнфабрикен), автобусы и грузовики (в Мальме). В начале фирма выпускала главным образом грузовики. С 1911 года по 1925 год фирма выпускала грузовики моделей ALa грузоподъёмностью 0,5 т, CLb и CLc грузоподъёмностью 1,5 и 2 т. Поначалу их оборудовали 4-цилиндровыми двигателями Scania мощностью 24-30 л. с., а затем мотор Vabis в 20-36 л. с. Всего было изготовлено 360 грузовиков. С началом Первой мировой войны фирма начала изготовлять грузовики для военного использования. Те же коммерческие грузовики серии CLc начали использоваться в военных целях. Популярностью пользовался полноприводный артиллерийский тягач Т-3 с мотором «1741» (9,2 л, 70 л. с.). В 1919 году Scania-Vabis изготовляла санитарные машины «Тип-III» с двигателем мощностью 50 л. с. Эти автомобили развивали 80 км/ч.

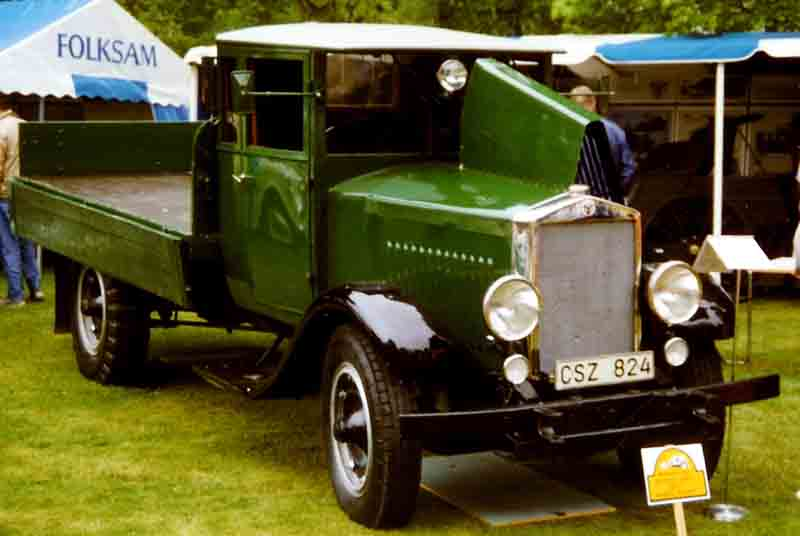
Грузовик Scania-Vabis 3244 (1927)

В тот же период фирмой было выпущено около 310 автомобилей серии DLa грузоподъемностью 3 т с колесной базой 3860 мм и с двигателем Scania L мощностью 30 л. с., впоследствии заменённым на Vabis s мощностью 30-45 л. с. В 1925 года компания встала на грани банкротства, из-за чего был закрыт завод в Мальме, на заводе в Сёрдетелье было развёрнуто производство грузовиков, появились грузовики моделей 314 и 324 с 4-цилиндровым двигателем 3560 см³, 36 л. с., 3251 и 3256 с 4,3-литровым мотором (50 л.с), 3243 с 6-цилиндровым мотором 5780 см³, 75 л. с. В 1928 году к ним прибавился грузовик 3244 новым 6-цилиндровым верхнеклапанным мотором (6420 см³, 85 л. с.). С того же года на грузовиках фирмы устанавливались редкие для того времени приборы: спидометр, одометр, указатель температуры масла, амперметр и часы.
В 1935 году фирма стала генеральным представителем концерна Volkswagen в Швеции. В 1936 году был изготовлен первый опытный предкамерный дизельный двигатель. Это был 6-цилиндровый 16641 (7740 см³, 120 л. с.). Двигатель был поставлен на первый грузовик серии 345, получивший прозвище «бульдог».

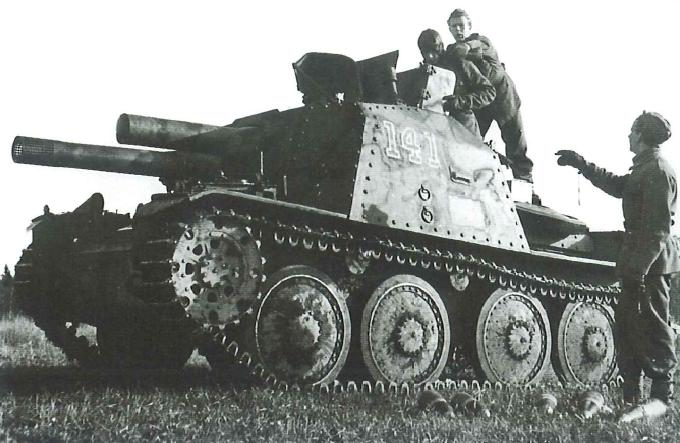
Sav m/43

В 1939 году фирму возглавил инженер Карл-Бертель Натхорст, в последующие 11 лет переориентировавший её а создание грузовиков большой грузоподъемности. В 1940 году Scania-Vabis начала производство машин с газогенераторной установкой. В годы Второй мировой фирма производила бронетехнику. Всего Scania-Vabis выпустила 36 самоходных артиллерийских установок Sav m/43 и 262 бронетранспортёра SKP m/42. С 1944 года началось производство грузовиков семейства Scania-Vabis L10.
С 1950-х производство фирмы распространилось по всему миру, открылись точки продаж и технического обслуживания в Европе. В 1957 году грузовики Scania-Vabis производились в Бразилии. В 1965 году был открыт сборочный цех в Зволле (Нидерланды), затем в Дании. В 1969 году фирма начала производить 14-литровый двигатель V8 (350 л. с.), который на тот момент был самым мощным двигателем в Европе. В том же году произошло слияние фирмы с компанией Saab Automobile AB и стала её грузовым отделением. Производство грузовиков продолжалось под названием Scania.

## Галерея

### Грузовики

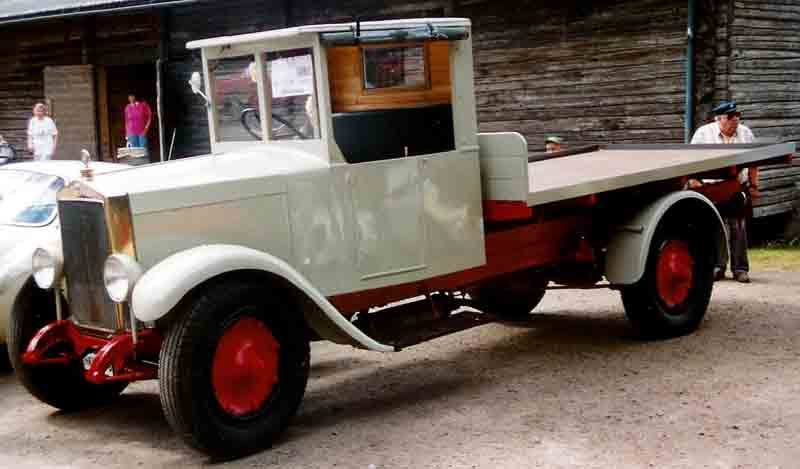
Scania-Vabis 3291 Lasbil (1925)
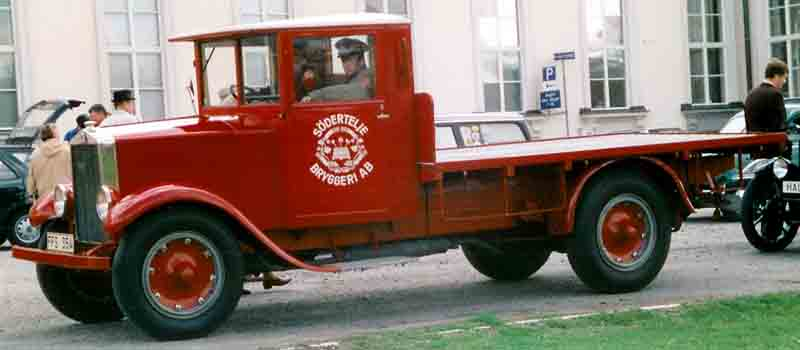
Scania-Vabis 3251 (1927)
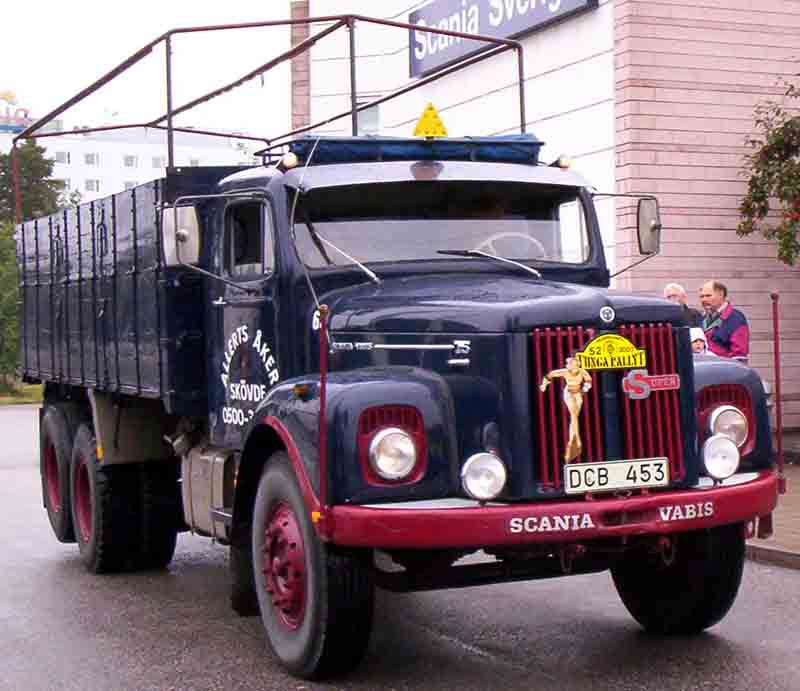
Scania-Vabis LS75 (1961)
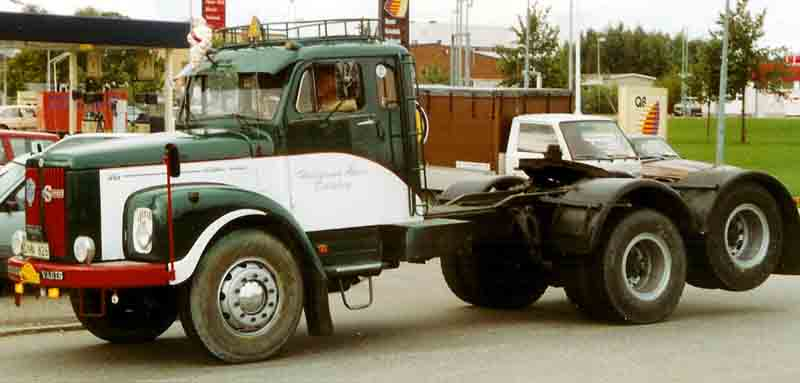
Scania-Vabis LS76 (1968)

### Автобусы

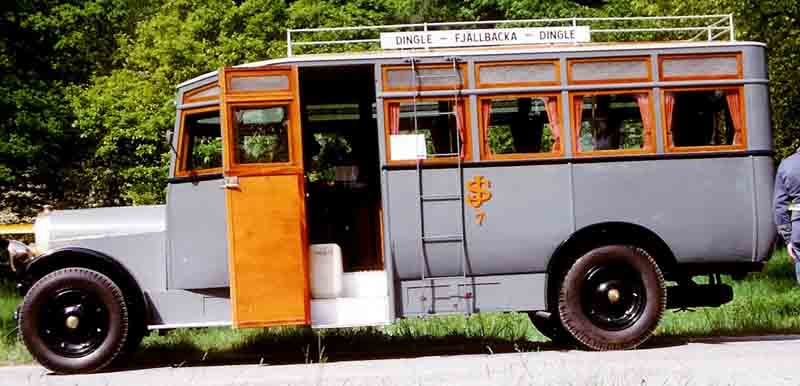
Scania-Vabis 3752 (1925)
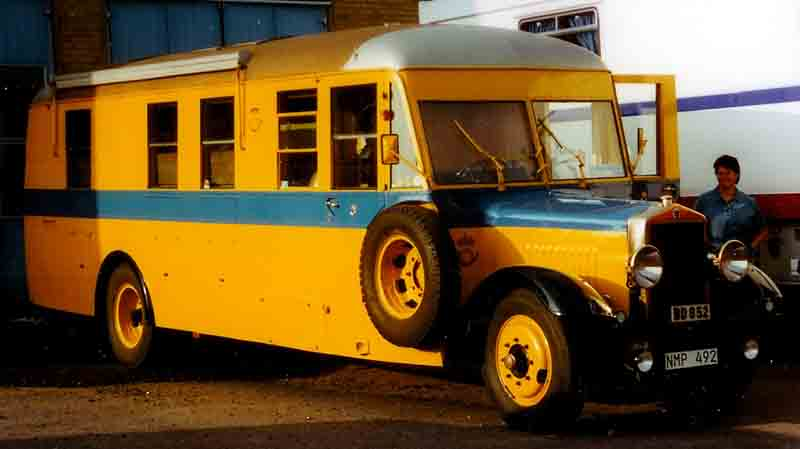
Scania-Vabis 3243, почтовый автобус (1929)
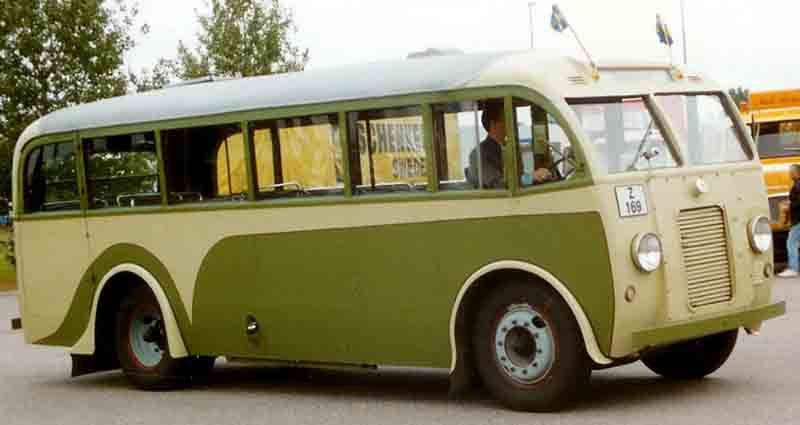
Scania-Vabis 8208 (1936)
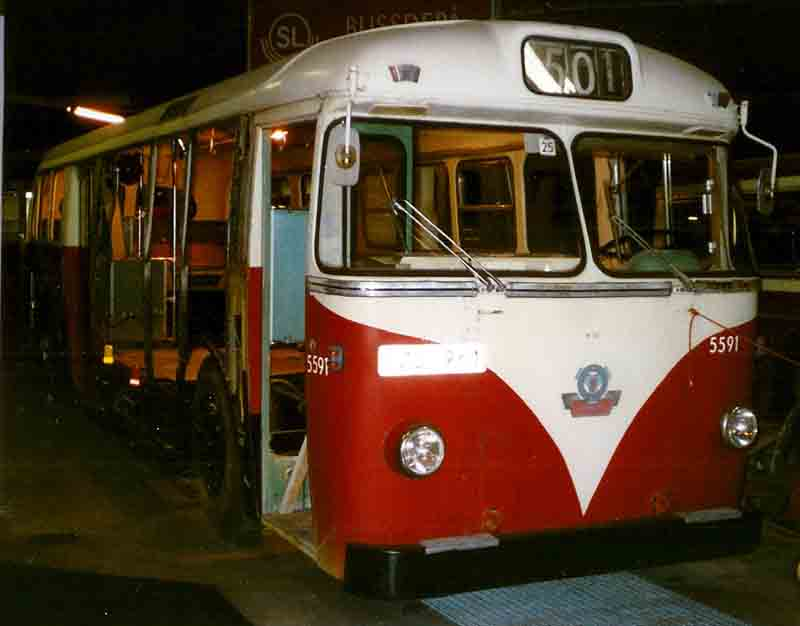
Scania-Vabis C76 1 (1963)

### Автомобили

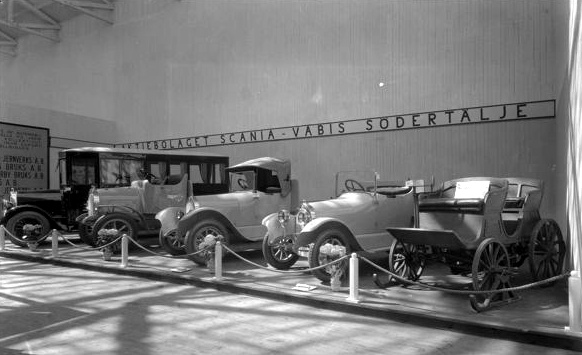
Показ автомобилей 1923 года
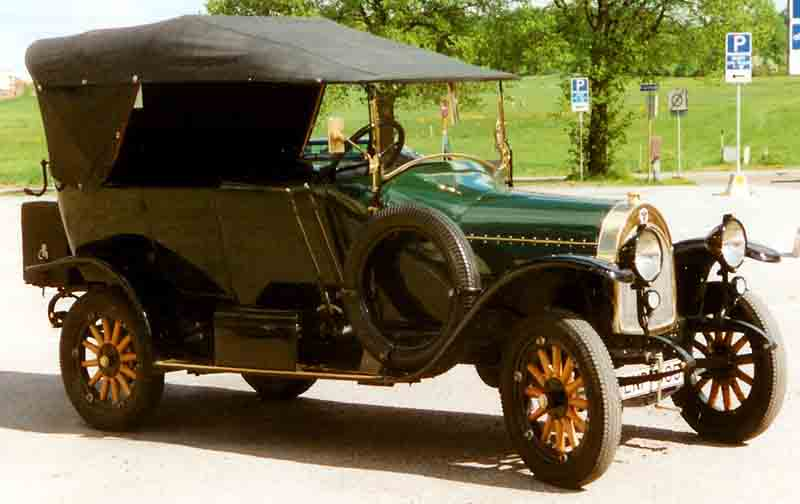
Scania-Vabis I Phaeton (1917)
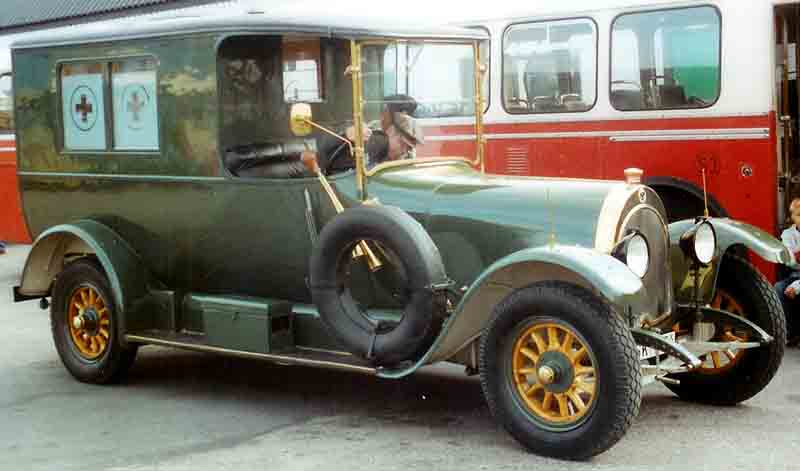
Scania-Vabis III санитарная (1919)
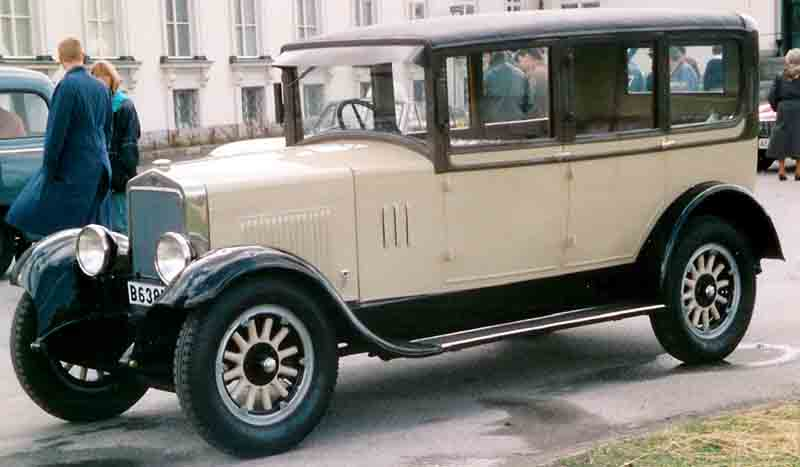
Scania-Vabis 2122 (1929)